# 浜ケ城
浜ケ城（はまがじょう）は、鹿児島県いちき串木野市の町。郵便番号は896-0069。人口は478人、世帯数は231世帯（2020年10月1日現在）。

## 地理
いちき串木野市の中心部に位置し、浜ケ城北部は丘陵地となっている。西側は東塩田町、南側は曙町、東側と北側は上名に隣接している。
字域をJR鹿児島本線が通り、JR串木野駅の近くに位置している。
全体的に道路の幅が狭く、なおかつ上名方面から市の中央地域および串木野インターチェンジや串木野駅へのアクセス等で車の往来が激しい。車で往来する場合には対向車や歩行者に十分な注意を払う必要がある。

## 歴史
2011年（平成23年）10月11日にいちき串木野市が実施した町名等整理事業により大字下名の字下釜牟田の一部、上釜牟田の一部、南浜ケ城の一部、札立、宇都良、浜ケ城迫、出口の一部、上蟹田、下蟹田、蟹田、水管、坂元、池西、池ノ尻、後砂取の一部、飛鼻の一部、狐穴、池之頭、霧島、浜ケ城、永田の一部の区域よりいちき串木野市の町「浜ケ城」が設置された。

### 町域の変遷
| 変更後         | 変更年             | 変更前           |
| -------------- | ------------------ | ---------------- |
| 浜ケ城（新設） | 2011年（平成23年） | 大字下名（一部） |

## 施設

### 公共
- 串木野食肉衛生検査所[6]

### 教育
- 浜ヶ城保育園[7]

### 寺社
- 串木野神社

### 企業
- プリマハム鹿児島食肉事業本部
  - かつてはプリマハム鹿児島工場として食肉の製造を行っていたが、工場の老朽化に伴い串木野新港の工業団地に移転した[8]。

## 人口
以下の表は国勢調査による小地域集計の人口推移である。
| 年                 | 人口 |
| ------------------ | ---- |
| 2015年（平成27年） | 482  |
| 2020年（令和2年）  | 478  |

## 教育

### 小・中学校の学区
市立小・中学校に通う場合、学区（校区）は以下の通りとなる。
| 町丁   | 地区 | 小学校                       | 中学校                       |
| ------ | ---- | ---------------------------- | ---------------------------- |
| 浜ケ城 | 全域 | いちき串木野市立串木野小学校 | いちき串木野市立串木野中学校 |

## 交通

### 道路
一般国道
- 国道3号

主要地方道
- 鹿児島県道39号串木野樋脇線